# Afro-Amerikaanse religie

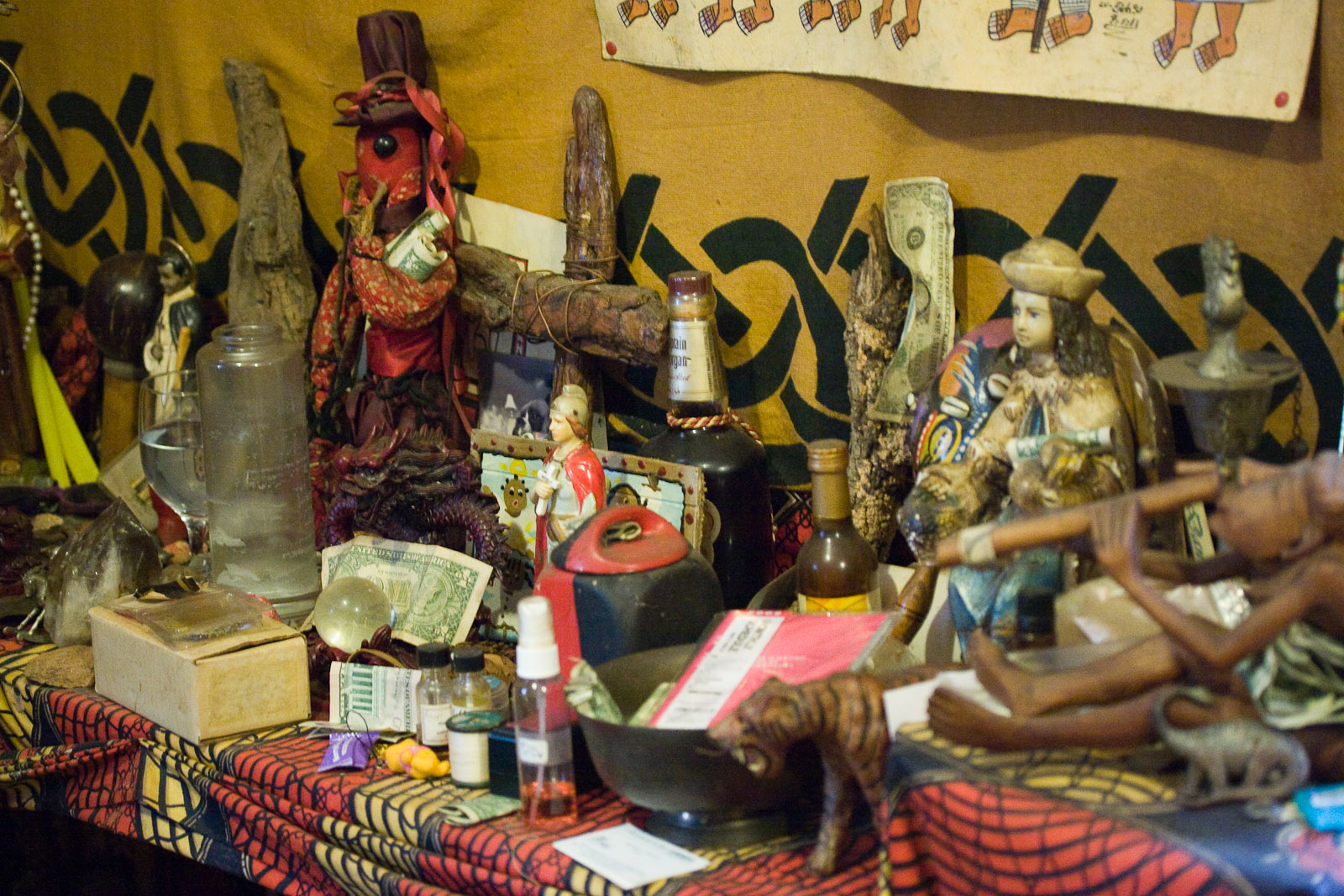
Een voorbeeld van een Louisiana Voodoo altaar in een tempel te New Orleans.

Afro-Amerikaanse religies zijn een aantal verwante religies die in heel Amerika en de Caraïben zijn ontwikkeld onder Afrikaanse slaven. De nakomelingen van deze slaven zetten de tradities van deze religies voort. Ze zijn afgeleid van Afrikaanse traditionele religies, vooral uit West- en Centraal-Afrika. 

## Karakteristieken
In deze religies gaat het meestal om voorouderverering en is er vaak een pantheon van goddelijke geesten aanwezig. Voorbeelden hiervan zijn de Loa’s van de Haïtiaanse Vodou en de Orishas van Santería. Dit soort goddelijke geesten wordt ook teruggevonden in religies van Centraal- en West-Afrika: de Orishas van de Yoruba-culturen, de nkisi van de Bantu (Kongo)-tradities, en de voodoo van de Dahomey (Benin), Togo, Zuid-Ghana en Burkina Faso.
Afro-Amerikaanse religies zijn mengvormen van verschillende religieuze tradities. De mengvorm van Afrikaanse en christelijke tradities komt het meest voor. Vermengingen met inheemse tradities van de indianen, spiritisme en zelfs islamitische tradities komen ook voor. Vermenging van tradities wordt ook wel syncretisme genoemd.

## Religieuze aspecten
De oudere vormen van deze godsdiensten zijn ontstaan tijdens de slavernijperiode in Latijns-Amerika en de zuidelijke staten van de VS. Doordat de gezaghebbende instituten een Europees geloof hebben (vrijwel altijd Christelijk), werden slaven vaak gedwongen bekeerd tot voornamelijk het katholicisme (vooral na de slavenemancipatie om ze te cultiveren). Velen van hen bleven echter hun ‘oude’ geloof aanhangen. Doordat deze religies veelal verboden waren in die tijd, werden ze in het geheim beleden en werden Christelijke elementen geïntroduceerd. Zo werd getracht het oude vrijwillige te vermengen en te verzoenen met het nieuwe opgelegde.

## Sociale aspecten
Afro-Amerikaanse religies, zoals vele andere religies, creëren onder de belijdende bevolking een onzichtbare band. Deze banden worden ook wel gemeenschap genoemd. Waar er een Afro-Amerikaanse religie wordt beleden, ontstaat er een onderscheid tussen de gemeenschap en de niet-belijders van de bevolking, die dan buitenstaanders zijn. Dit is vooral te merken aan het feit dat je als buitenstaander vaak moeilijk aan informatie kan komen over de religie en ook is het moeilijk is om bij de belijdende gemeenschap te kunnen horen en intrede te maken.

## Culturele uitingen
Muziek, dans en zang vormen een belangrijk deel van rituelen van Afro-Amerikaanse religies. Instrumenten zijn vaak wat ‘primitief’ en zijn nabootsingen van bestaande instrumenten in Afrika. Ondanks deze eenheid van muziek, dans, zang en religie, komt het niet vaak voor dat de religie zelf bezongen wordt. Er is wel muziek die geassocieerd wordt met een bepaalde religie, zoals de muziek van Bob Marley die onlosmakelijk verbonden is met de Rastafari-cultuur.
In de Nederlandstalige literatuur is er een voorbeeld van een expliciete referentie naar een Afro-Amerikaanse religie, de Winti in Suriname. In Kollektieve Schuld / Famir’man-sani door Edgar Cairo ontrafelt het verhaal zich tijdens de voorbereidingen op een Winti-ritueel, het ritueel zelf en na het ritueel. Hier is mooi te zien wat al eerder beschreven is: het is voor buitenstaanders moeilijk te begrijpen wat er zich allemaal afspeelt tijdens het belijden van de Winti. De deelnemers die mee hebben gedaan aan de Winti-prei (een Winti-ritueel) worden bestraft (in de tijd dat het verhaal zich afspeelde was Winti verboden in Suriname). De laatste zinnen uit het boek luiden als volgt:
“Kroetoebakra (de rechter) deed uitspraak, bij een tjokvolle tribune, met z’n opmerking dat wie ogen sluit voor de realiteit gedoemd is roemloos ten onder te gaan.
Maar daaruit bleek dat hij ze niet begreep.”

## Lijst van Afro-Amerikaanse religies

#### Afrikaanse religies als basis
| Religie                        | Ontwikkeld in               | Oorspronkelijke religie                  | Wordt ook bedreven in                                                                      |
| ------------------------------ | --------------------------- | ---------------------------------------- | ------------------------------------------------------------------------------------------ |
| Abakua                         | Cuba                        | Ekpe                                     | Abakua                                                                                     |
| Candomblé                      | Brazilië                    | Yoruba, Kongo and Fon                    |                                                                                            |
| Dominicaanse Vodou             | Dominicaanse Republiek      | Fon                                      |                                                                                            |
| Haïtiaanse Vodou               | Haïti                       | Fon                                      | Cuba, Dominicaanse Republiek, VS, Canada                                                   |
| Hoodoo                         | Zuidelijke staten van de VS | Dahomey of Fon                           | VS                                                                                         |
| Kumina                         | Jamaica                     | Kongo                                    |                                                                                            |
| Louisiana Voodoo               | Zuidelijke staten van de VS | Fon                                      | De rest van de VS                                                                          |
| Obeah                          | Jamaica                     | Igbo                                     | Trinidad en Tobago, Bahama's, Maagdeneilanden, Grenada, Barbados, Guyana, Suriname, Belize |
| Orisha                         | Trinidad                    | Yoruba                                   | New York                                                                                   |
| Regla de Arará                 | Cuba                        | Fon                                      | Puerto Rico                                                                                |
| Reglas de Congo                | Cuba                        | Kongo                                    | Puerto Rico, Dominicaanse Republiek, VS, Venezuela                                         |
| Sanse (Puerto Ricaanse Voodoo) | Puerto Rico                 | Fon                                      |                                                                                            |
| Santería                       | Cuba                        | Yoruba                                   | Puerto Rico, Panama, Colombia, Venezuela, Dominicaanse Republiek, VS                       |
| Spirituele Baptisten           | Trinidad en Tobago          | Yoruba                                   | Jamaica, Bahama's, VS                                                                      |
| Tambor de Mina                 | Brazilië                    | Yoruba                                   |                                                                                            |
| Umbanda                        | Brazilië                    | Yoruba (voornamelijk)                    | Uruguay                                                                                    |
| Quimbanda                      | Brazilië                    | Kongo, Hekserij, Braziliaanse Sjamanisme |                                                                                            |
| Winti                          | Suriname                    | Ashanti, Kongo                           |                                                                                            |
| Xangô de Recife                | Brazilië                    | Yoruba                                   |                                                                                            |
| Xangô do Nordeste              | Brazilië                    | Yoruba                                   |                                                                                            |

#### Andere religies met Afrikaanse invloeden
| Religie                            | Ontwikkeld in | Op basis van                          | Opmerkingen       |
| ---------------------------------- | ------------- | ------------------------------------- | ----------------- |
| Ausar Asuset Society               | VS            | kemetisme, panafrikanisme             | sinds 1973        |
| Black Buddist Community in America | VS            | boeddhisme                            | sinds de jaren 60 |
| Black Hebrew Israelites            | VS            | jodendom                              |                   |
| Espiritismo                        | Puerto Rico   | Taíno, Bantoe                         |                   |
| Moorish Science Temple of America  | VS            | islam, christendom                    |                   |
| Nation of Islam                    | VS            | islam                                 |                   |
| Rastafaribeweging                  | Jamaica       | Afrikaans beïnvloed judeo-christelijk |                   |
| Santo Daime                        | Brazilië      | belijdend christelijk, spiritisme     |                   |
| Uniao do Vegetal                   | Brazilië      | entheogeen                            | sinds 1961        |
| Vale do Amanhecer                  | Brazilië      | spiritisme                            | sinds 1965        |